# Wuzhen
Wuzhén (chino,乌镇镇, pinyin:Wūzhèn zhèn) es un poblado que forma parte de la ciudad de Tongxiang, situada en el norte de la provincia de Zhejiang, en la República Popular China. Más conocido como 'la Ciudad de los puentes', se halla dentro del triángulo formado por las ciudades de Hangzhou, Suzhou y Shanghái.
En chino, wu significa cuervo u oscuro, y zhen significa ciudad pequeña. 
Con una población de 60 000 habitantes, de los cuales 12 000 son residentes permanentes, y una extensión de 71 kilómetros cuadrados, este pueblo, que se encuentra entre los conocidos seis pueblos antiguos situados al sur del río Yangtsé a 17 kilómetros al norte de la ciudad de Tongxiang, presenta sus dos mil años de historia a través de puentes de piedra que flotan sobre las tranquilas aguas y senderos de piedra que serpentean entre las paredes de madera delicadamente esculpidas. Pertenece a los denominados 'Pueblos flotantes' situados alrededor del Gran Canal. Además, a diferencia de otros pueblos con similares características, posee un profundo origen cultural.
Aunque no se sabe con seguridad, se cree que en Wuzhen existía hace 7.000 años y a lo largo del tiempo han salido de aquí un gran número de talentos, entre los que encuentra Mao Dun (chino,茅盾) un escritor chino contemporáneo, que nació en Wuzhen y en su obra maestra, 'La tienda de la familia Ling'(chino:林家铺, pinyin: Lín Jiā Pùzi), describe la vida del pueblo. 
En 1991, Wuzhen fue elevada a la categoría de Pueblo Antiguo Representante de la Historia y Cultura China, poniéndose en el primer lugar de la lista de los seis pueblos al sur del río Yangtsé. Y en 2008, el gobierno chino lo presentó a la Unesco como un pueblo cuyas estructuras y formas conservan el diseño y marco del último periodo de la dinastía Qing y los primeros años de la República de China.

## Los barrios
La característica única de Wuzhen es el diseño de sus calles. Sus dos kilómetros de extensión se dividen en seis barrios:
- Barrio de los talleres tradicionales.
- Barrio de las viviendas tradicionales de estilo local.
- Barrio de la cultura tradicional.
- Barrio de la economía y bebida tradicional.
- Barrio de las tiendas tradicionales.
- Barrio de la vida y costumbres sobre agua.

Al deambular en el circuito de este a oeste formado por estos seis barrios, se puede disfrutar de la atmósfera empapada de cultura tradicional y de las características originales de la ciudad que se han conservado intactas.

## La antigua residencia de Mao Dun
La antigua residencia de Mao Dun, construida a mitad del siglo XIX y con una extensión de 650 metros cuadrados, fue la casa de numerosas generaciones de la familia Mao y el testigo inigualable del crecimiento y desarrollo de este excelente escritor revolucionario. En 1984, la casa sufrió una importante renovación y pasó a tener una extensión total de 1.731 kilómetros cuadrados. Un año después, abrió sus puertas al público. En 1988, se unió a la lista de Reliquias Culturales de la Humanidad y en 1994 cambió su nombre por el de Museo de Mao Dun de la ciudad de Tongxiang. La casa posee tres áreas de exhibición: 'Wuzhen, el pueblo natal de Mao Dun', 'la vida de Mao Dun' y 'La antigua residencia de Mao Dun'. El actual Museo de Mao Dun se encuentra en el ala este de la residencia que, en otros tiempos, era el lugar reservado como 'biblioteca de la inspiración' (chino 分水书院, pinyin: lishi shuyuan), lugar donde el escritor pasó sus primeros años de enseñanza.

## Pabellón Fanglu o Pabellón de visitas a Lu
El pabellón Fanglu (casa de Lu), considerado la mejor casa de té de Wuzhen gracias a su buena reputación, tomó el nombre de Pabellón de visitas a Lu debido al encuentro accidental entre Lu Tong, el dueño de la casa de té, y Lu Yu, el famoso erudito sobre el té de la dinastía Tang (618-907). Se cuenta que un día Lu Yu comió por error unas hojas de té envenenadas, en ese momento, apareció Lu Tong, que venía de recoger hojas de té, y lo salvó. Como agradecimiento, Lu Yu transmitíó a Lu Tong sus conocimientos acerca del té y sus habilidades para preparar el té, lo que fue la causa de la prosperidad en la casa de té de Lu Tong. Por esta razón, un huésped sugirió a Lu Tong cambiar el nombre de la casa de té por el de Pabellón de visitas a Lu, para recordar a este respetable erudito. 
La casa, situada al sur del puente Ying y detrás del río de la ciudad, goza de amplias vistas a la calle Guanquian y proporciona a los visitantes un descanso placentero.

## Puente sobre puente
Todo el mundo se queda maravillado al observar la imagen del Puente sobre puente creada por dos puentes antiguos de Wuzhen conocidos con el nombre de Tongji, que cruza el río de este a oeste, y Renji, que lo cruza de sur a norte y se une al primero. Ambos puentes se pueden ver a través del arco del otro, de ahí su nombre. El puente Tongji, que ha sido restaurado cinco veces, tiene una longitud de 28.4 metros y 3.5 metros de ancho y una altura de 11.8 metros. El puente Renji, que también ha sufrido reparaciones, tiene una longitud de 22.6 metros, una anchura de 2.8 metros y una altura de 8.5 metros.
Los dos puentes que forman esta magnífica figura son los más grandes de Wuzhen, ya que el resto no posee tanta amplitud. Además, desde ellos se observa el Gran Canal, deslizándose desde el norte; la Torre del Loto Blanco, arquitectura cultural budista de Wuzhen; el pabellón Wenchang... 

## Otros lugares interesantes
En el barrio de talleres tradicionales, se muestran trabajos de artesanía como pintura, telas estampadas en azul (color típico de la región), la ancestral técnica de zapatos de paño, la fábrica de tabaco, e incluso se permite a los turistas manejar las máquinas para hacerse a la idea de cómo se llevaba a cabo el trabajo hace más de doscientos años. 
Además, el pueblo cuenta con numerosos museos que se encuentran escondidos en las casas, como el Museo de las cien camas, donde se pueden observar camas desde el periodo de la dinastía Ming y Qing hasta camas modernas; el Museo de trajes tradicionales, donde además de ropa presenta utensilios utilizados en las fiestas populares chinas o la Farmacia Hengyitang, ejemplo de una farmacia de medicina tradicional china. Las pintorescas calles y paredes cubiertas de musgo, las casas decoradas con madera tallada de forma exquisita con puertas y ventanas de piedra y la tranquila vida de la gente local del barrio de las viviendas tradicionales de estilo local, son algunas de las peculiaridades de este municipio. Los turistas pueden invadirse de la cultura tradicional, tomar una taza de té de crisantemo y relajarse regatenado para conseguir la gran variedad de productos locales artesanos. Al anochecer, cuando las farolas de las calles se enciendan iluminando débilmente las milenarias calles, sentirán cada paso haciendo eco con la historia de este antiguo y atractivo pueblo de Wuzhen.

## Tarifas
Al igual que en la mayoría de los pueblos chinos considerados representantes de la cultura tradicional, los turistas tendrán que pagar si quieren visitarlos. La entrada al pueblo cuesta CNY 120 por persona (aproximadamente 15 euros) que incluyen la visita completa, sin incluir viaje en barca por los canales (CNY 80). No se aceptan tarjetas de crédito.

## Galería de fotos

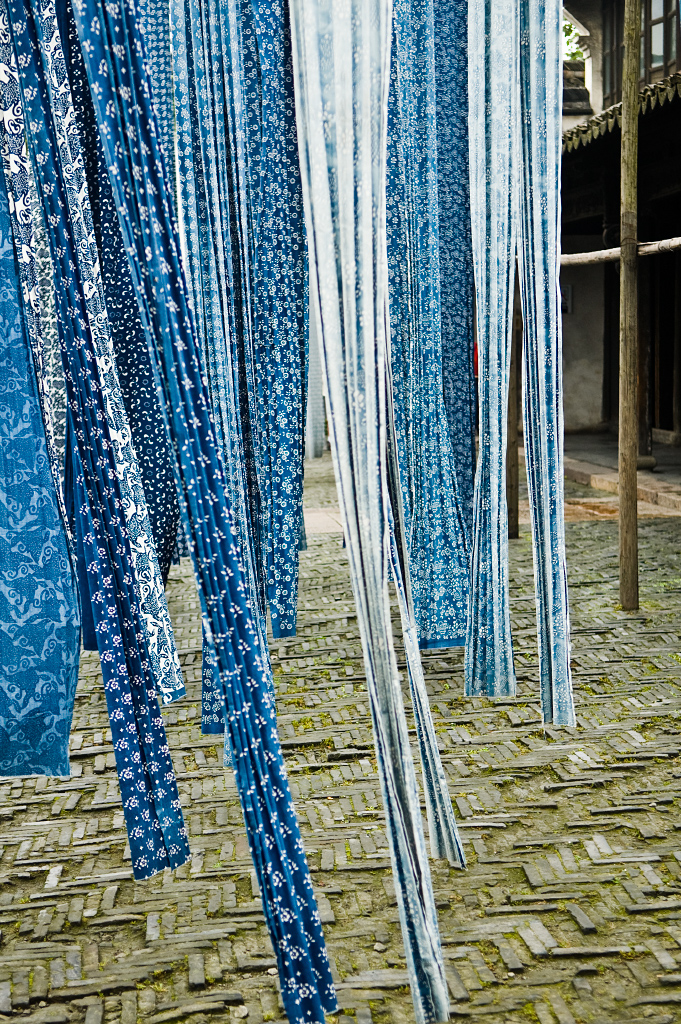
Seda teñida con motivos azules.
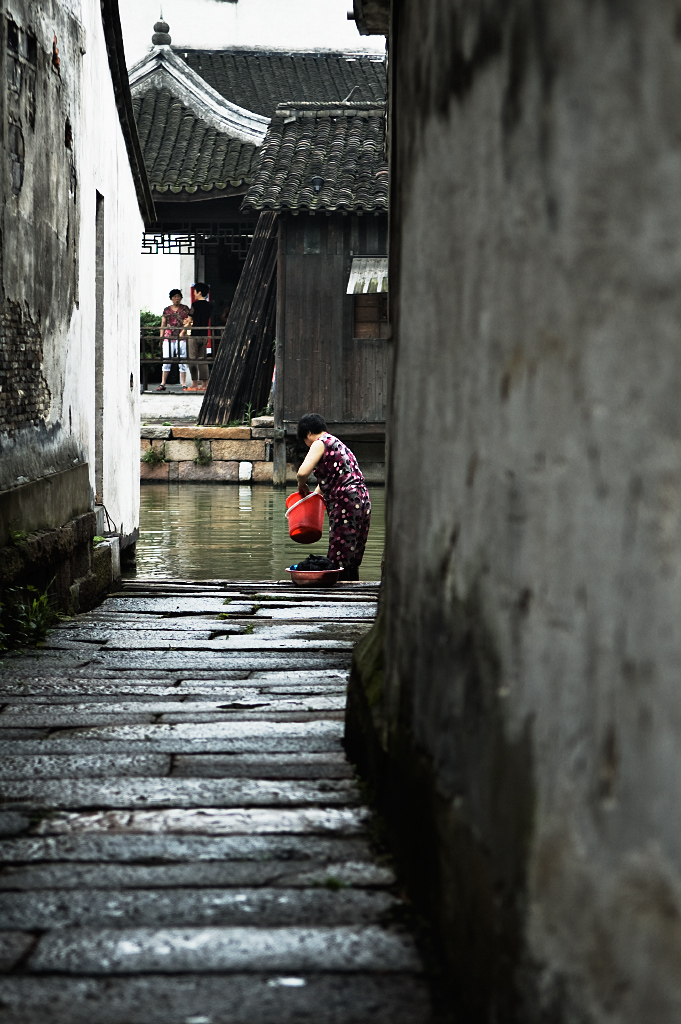
La vida en el Gran Canal.
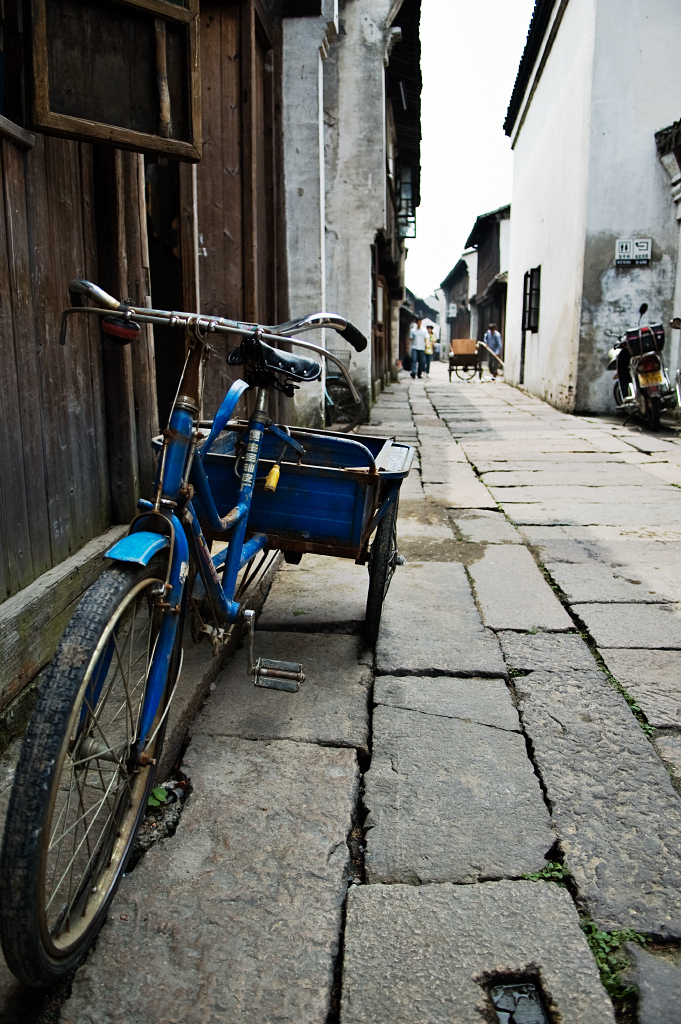
Una calle de Wuzhen.
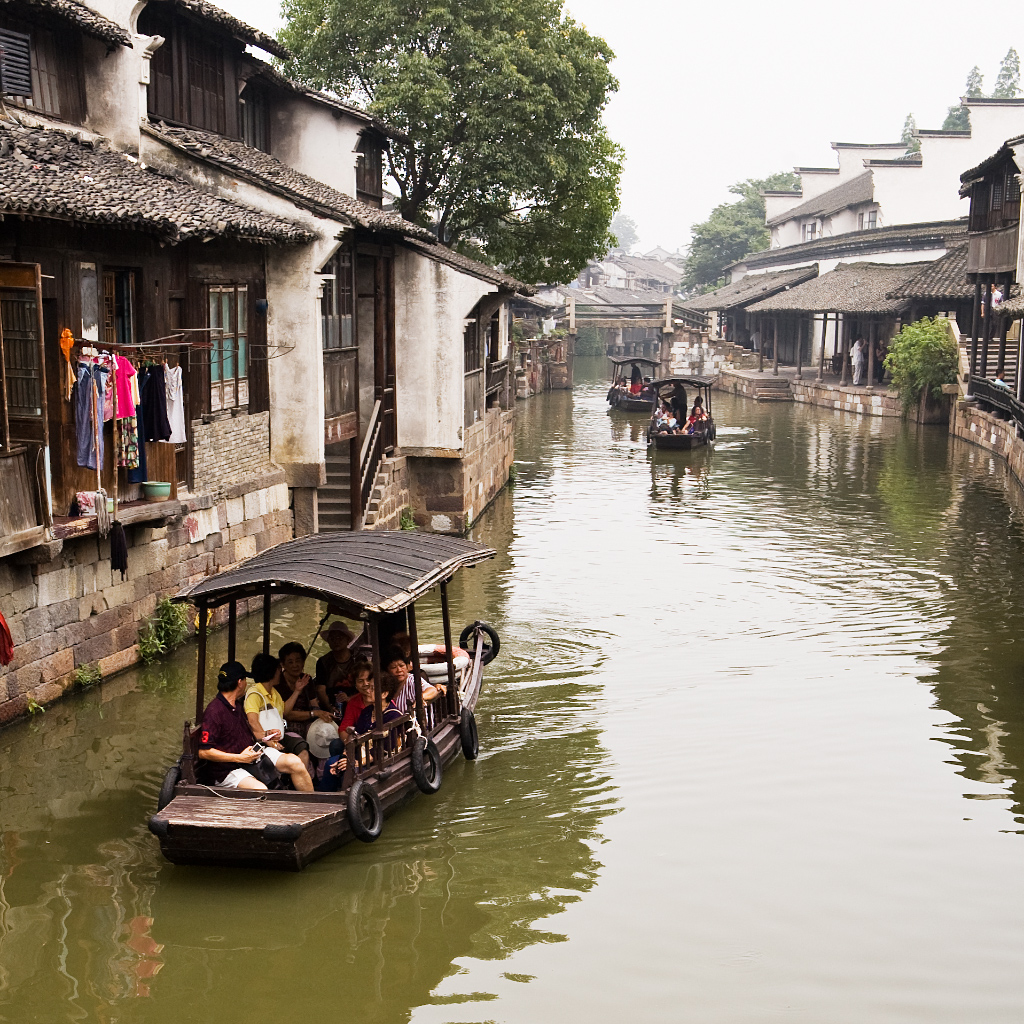
Casa y canales.